# David Brierly
Pour les articles homonymes, voir Brierley.
David Brierly parfois nommé David Brierley, était un acteur britannique né en 1935 et mort d'un cancer le 10 juin 2008,
Second rôle comique dans les séries britannique, il est connu pour avoir joué la voix de K-9 dans la série Doctor Who en 1979 durant la saison 17 en remplacement de John Leeson. Il est aussi apparu dans des épisodes de Coronation Street, ainsi que dans le rôle du père de Jimmy Kent dans le téléfilm sur le nucléaire  culte Threads.
Brierly est mort d'un cancer le 10 juin 2008.

## Source
- (en) Cet article est partiellement ou en totalité issu de l’article de Wikipédia en anglais intitulé « David Brierly » (voir la liste des auteurs).